# Грантли (Пенсилванија)
Грантли (енгл. Grantley) насељено је место без административног статуса у америчкој савезној држави Пенсилванија.

## Демографија
По попису из 2010. године број становника је 3.628, што је 48 (1,3%) становника више него 2000. године.
| Група             | 2000.         | 2010.         |
| Белци             | 3.402 (95,0%) | 3.269 (90,1%) |
| Афроамериканци    | 49 (1,4%)     | 143 (3,9%)    |
| Азијати           | 25 (0,7%)     | 44 (1,2%)     |
| Хиспаноамериканци | 79 (2,2%)     | 142 (3,9%)    |
| Укупно            | 3.580         | 3.628         |